# Kenta Furube
Kenta Furube (古部 健太 Furube Kenta?), född 30 november 1985 i Hyōgo prefektur, är en japansk fotbollsspelare.
Furube började sin karriär 2008 i Yokohama F. Marinos. Efter Yokohama F. Marinos spelade han för Zweigen Kanazawa, V-Varen Nagasaki, Avispa Fukuoka och Montedio Yamagata.